# Église Saint-Julien de Saint-Julien-en-Born
Pour les articles homonymes, voir Église Saint-Julien.
L'église Saint-Julien se situe sur la commune de Saint-Julien-en-Born, dans le département français des Landes. De style néogothique, elle est bâtie en 1902.

## Présentation
L’ancienne église de Saint-Julien-en-Born datant du XVe siècle était fortifiée et possédait une tour carrée. Elle aurait eu, sur le côté ouest, trois meurtrières. Le clocher fut démoli par la foudre le 28 décembre 1734.
L’église actuelle à trois nefs est construite en 1902. On a scellé, au-dessus du portail d’entrée nord du clocher, quatre armoiries et deux inscriptions provenant de l’ancienne église. Les armoiries sont celles de l’archevêque de Bordeaux, issues de la maison de Foix.